# 怀安县
40°27′49.81″N 114°28′04.50″E / 40.4638361°N 114.4679167°E
怀安县是中国河北省张家口市下辖的一个县，在河北省西北部，洋河上游，邻接山西省。唐置县。全国最早5个围棋之乡之一，素有“全国围棋之乡，北方一枝独秀”之称。主要特产：郭玺熏肉，豆腐、豆腐皮，一枝香熏鸡，烧饼大王的烧饼。縣人民政府駐柴溝堡鎮。

## 地名由来
唐穆宗长庆二年（822年），取“朝廷施行仁政，百姓怀恩而安”之意，置怀安县（治今旧怀安），属河北道新州。

## 气候
年均气温7℃，属寒温带大陆性季风气候。

## 行政区划
怀安县下辖4个镇、7个乡：
柴沟堡镇、左卫镇、头百户镇、怀安城镇、渡口堡乡、第六屯乡、西湾堡乡、西沙城乡、太平庄乡、王虎屯乡和第三堡乡。

## 人口
2020年，懷安縣户籍總數97535户，户籍總人口234230人，其中：城鎮人口74525人，佔户籍總人口數的比重31.8%。出生人口1562人，出生率6.7%，死亡人口2881人，死亡率12.3%。有漢、滿、蒙、回、壯、侗、土家、仫佬等8個民族。

## 事件
2019年12月3日中午11时34分，此地曾发生一次3.4级地震，并在此后三个半小时内发生了十六次余震，但未造成人员伤亡。

## 交通
- 公路： 110国道过境。
- 铁路：张呼客运专线：怀安站、京包铁路：柴沟堡站